# Euparatettix melanotus
Euparatettix melanotus is een rechtvleugelig insect uit de familie doornsprinkhanen (Tetrigidae). De wetenschappelijke naam van deze soort is voor het eerst geldig gepubliceerd in 1997 door Zheng & Jiang.